# Hueto Arriba
Hueto Arriba (oficialmente Otogoien/Hueto Arriba) es un concejo del municipio de Vitoria, en la provincia de Álava, País Vasco (España).

## Localización
El concejo está situado a media ladera, al pie de la Sierra de Arrato y a 12,5 kilómetros al noroeste de Vitoria. Se accede por la A-4310. 

## Geografía
Es uno de los concejos integrados en la llamada Zona Rural Noroeste de Vitoria. 

### Localidades limítrofes
|                               | Norte: Sierra Brava de Badaya |                 |
| Oeste: Echávarri de Cuartango |                               | Este: Mandojana |
|                               | Sur: Hueto Abajo              |                 |

## Etimología
El nombre proviene de Goitio (Güeto en la antigüedad), y significa lugar elevado Goiti-o. Goien por ser "de arriba". En el pasado recibió los nombres de Oto, Oto de Suso, Hueto de Suso, Cueto, Ueto, Güeto Arriba, hasta llegar a su denominación actual.
En la Reja se le denomina "Oto", "Oto de Yuso" en un documento de 1257, como "Hueto de Suso" en 1294 y como "Güeto Arriba" en 1798.

## Historia
Fue tierra de los señores de Mártioda, de la Casa de los Hurtado de Mendoza, y formó con las localidades de Hueto Abajo y Mártioda, la hermandad de Los Huetos, que en el siglo XIX quedaría constituida en municipio. En 1975 el municipio de Los Huetos pasó a formar parte del de Vitoria.

## Demografía
En 2018 el concejo cuenta con 62 habitantes según el Padrón Municipal de habitantes del Ayuntamiento de Vitoria.
| Gráfica de evolución demográfica de Hueto Arriba entre 2000 y 2018                                       |
| |
| Población (2000-2017) según los censos de población del INE. Población según el padrón municipal de 2018 |

## Cultura

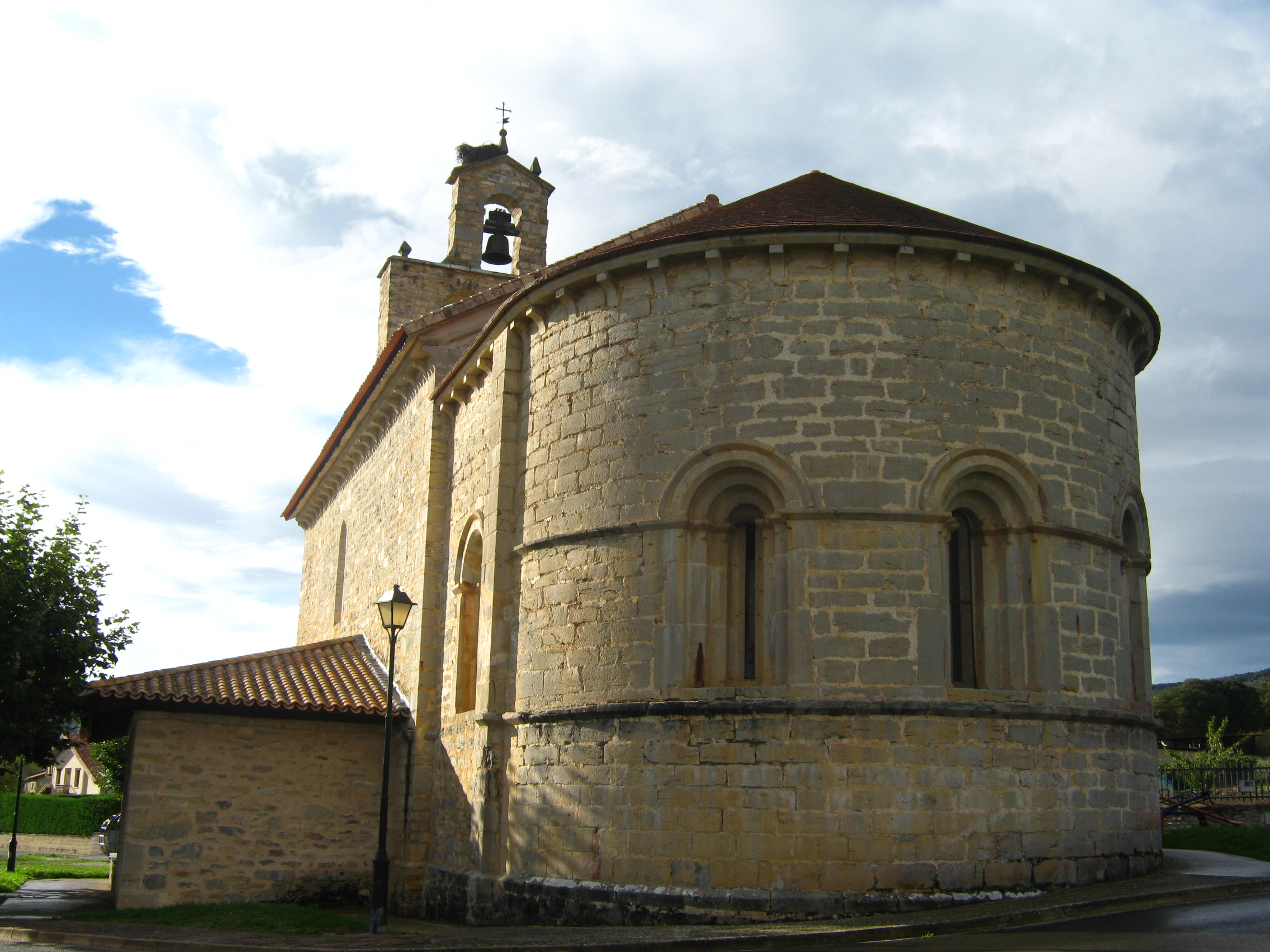
Iglesia de Hueto Arriba

### Patrimonio material
- Iglesia de la Natividad. La pila bautismal de la iglesia es una pieza del siglo XIII, completamente decorada, la más rica y compleja de todas las pilas bautismales medievales de Álava. Destacan también las pinturas barrocas del retablo mayor aunque no se conocen sus autores.[5]
- Ermita de Santiago, reconstruida en el siglo XVIII, con retablo sencillo.
- Ermita de Santa María o Santa Ana, con imagen de la virgen del siglo XVI, ya desaparecida.
- Ermita de Santa Marina. Se sitúa en las estribaciones de la Sierra entre Mártioda y Los Huetos.  Es un lugar para arrieros y caminantes ya que la santa era muy venerada por ellos. Construcción rural de planta rectangular que conserva en su interior una imagen de la santa de finales del siglo XVI o comienzos del XVIII.
- Casa con escudo de los Aguirre de Alava, vivienda fechada a mediados del siglo XVIII.[1]

### Patrimonio inmaterial
- Los vecinos del concejo eran conocidos con el apodo de "Humiaus" o "Los diecisiete"[1]

- Celebran su fiesta patronal el 8 de septiembre (Natividad de Nuestra Señora).

## Personas destacadas
- Francisco Ruiz Aguirre, que a finales del siglo XVII y principios del siglo XVIII llegó a ser Gobernador y Capitán General de las provincias del Dorado, isla de la Trinidad, y La Guatena.[6]
- Juan Agustín Hurtado de Mendoza, teniente general y caballero de Alcántara, ministro de Cámara de Comptos de Navarra y Primer Marqués de Gauna.
- José María Álava-Albiz y Ortiz de Urbina, nacido en esta localidad, Catedrático y Rector de la Universidad de Sevilla. Legó al Seminario de Vitoria su voluminosa biblioteca.[7]